# تاكيشي ساإيتو (لاعب كرة قدم مواليد 1979)
تاكيشي ساإيتو (باليابانية: 斉藤 武志) (1 يونيو 1979 في ياماغاتا في اليابان – )؛ هو لاعب كرة قدم ياباني سابق كان يلعب كحارس مرمى.

## روابط خارجية
- تاكيشي ساإيتو على موقع رابطة كرة القدم اليابانية للمحترفين (اليابانية)